# Flateyjardalur
Flateyjardalur är en dal i republiken Island.   Den ligger i regionen Norðurland eystra, i den norra delen av landet. Dalen sträcker sig från den norra delen av Fnjóskadalur ända till havet i norr. På sommaren är dalen tillgänglig via en fjällväg där fyrhjulsdrift är nödvändig. På dalens andra sida ligger en fjällstuga, där det går att övernatta. I den norra delen av Flateyjardalur rinner älven Dalsá, som är rik på lax och öring. Älven rinner ut i bukten Skjálfandi. Dalbottnen är platt och bördig och extremt färgstark under sommaren. Vintrarna är hårda. Svårigheterna och bristen på kommunikationer fick de människor som bodde där att flytta därifrån.